# O.J. Howard
* solo in prestagione o in squadra di allenamento
O'Terrius Jabari Howard (Prattville, 19 novembre 1994) è un giocatore di football americano statunitense che milita nel ruolo di tight end per i Las Vegas Raiders della National Football League (NFL).

## Carriera universitaria
Jackson al college giocò a football con gli Alabama Crimson Tide dal 2013 al 2016. Nel 2015 fu premiato come miglior giocatore offensivo della finale del campionato NCAA vinta contro i Clemson Tigers dove fece registrare 5 ricezioni per 208 yard e 2 touchdown.

## Carriera professionistica

### Tampa Bay Buccaneers
Il 27 aprile 2017, Howard fu scelto come 19º assoluto nel Draft NFL 2017 dai Tampa Bay Buccaneers. Debuttò come professionista partendo come titolare nella gara del 17 settembre contro i Chicago Bears ricevendo un passaggio da 17 yard. Nel terzo turno segnò il suo primo touchdown contro i New York Giants su passaggio del quarterback Jameis Winston. Il 22 ottobre Howard fece registrare i nuovi primati personali con 6 ricezioni per 98 yard e 2 touchdown nella sconfitta contro i Buffalo Bills.

### Buffalo Bills
Il 16 marzo 2022 Howard firmò con i Buffalo Bills. Howard però non riusce ad entrare nel roster attivo dei Bills e fu svincolato il 30 agosto 2022.

### Houston Texans
Il 2 settembre 2022 Howard firmò con gli Houston Texans. Nella partita del primo turno, il pareggio 20-20 contro gli Indianapolis Colts, Howard segnò due touchdown su ricezione.

### Las Vegas Raiders
Il 20 marzo 2023 Howard firmò con i Las Vegas Raiders.

## Statistiche

### Stagione regolare
| Stagione | Stagione | Stagione | Stagione | Ricezioni | Ricezioni | Ricezioni | Ricezioni | Ricezioni |     | Fumble | Fumble |
| Anno     | Squadra  | P        | PT       | Ricezioni | Ricezioni | Ricezioni | Ricezioni | Ricezioni |     | Fumble | Fumble |
| Anno     | Squadra  | P        | PT       | Ric       | Yard      | Media     | Max       | TD        | Fum | Persi  |        |
| -------- | -------- | -------- | -------- | --------- | --------- | --------- | --------- | --------- | --- | ------ | ------ |
| 2017     | TB       | 14       | 14       | 26        | 432       | 16,6      | 58        | 6         | 3   | 2      |        |
| 2018     | TB       | 10       | 8        | 34        | 565       | 16,6      | 75        | 5         | 0   | 0      |        |
| 2019     | TB       | 14       | 14       | 34        | 459       | 13,5      | 33        | 1         | 1   | 1      |        |
| 2020     | TB       | 4        | 1        | 11        | 146       | 13,3      | 33        | 2         | 0   | 0      |        |
| 2021     | TB       | 17       | 9        | 14        | 135       | 9,6       | 21        | 1         | 0   | 0      |        |
| 2022     | HOU      | 13       | 10       | 10        | 145       | 14,5      | 26        | 2         | 0   | 0      |        |
| Totale   | Totale   | 72       | 56       | 129       | 1.882     | 14,6      | 75        | 17        | 4   | 3      |        |

### Play-off
| Stagione | Stagione | Stagione | Stagione | Ricezioni      | Ricezioni      | Ricezioni      | Ricezioni      | Ricezioni      |     | Fumble | Fumble |
| Anno     | Squadra  | P        | PT       | Ricezioni      | Ricezioni      | Ricezioni      | Ricezioni      | Ricezioni      |     | Fumble | Fumble |
| Anno     | Squadra  | P        | PT       | Ric            | Yard           | Media          | Max            | TD             | Fum | Persi  |        |
| -------- | -------- | -------- | -------- | -------------- | -------------- | -------------- | -------------- | -------------- | --- | ------ | ------ |
| 2019     | TB       | 0        | 0        | Non ha giocato | Non ha giocato | Non ha giocato | Non ha giocato | Non ha giocato |     |        |        |
| 2020     | TB       | 2        | 1        | 2              | 10             | 5,0            | 7              | 0              | 0   | 0      |        |
| 2021     | TB       | 0        | 0        | Non ha giocato | Non ha giocato | Non ha giocato | Non ha giocato | Non ha giocato |     |        |        |
| Totale   | Totale   | 2        | 1        | 2              | 10             | 5,0            | 7              | 0              | 0   | 0      |        |

Fonte: Football Database
In grassetto i record personali in carriera —      vittoria nel Super Bowl
Statistiche aggiornate alla stagione 2022

## Palmarès
- Super Bowl : 1

Tampa Bay Buccaneers: LV
- National Football Conference Championship: 1

Tampa Bay Buccaneers: 2020